# Circuit electrònic

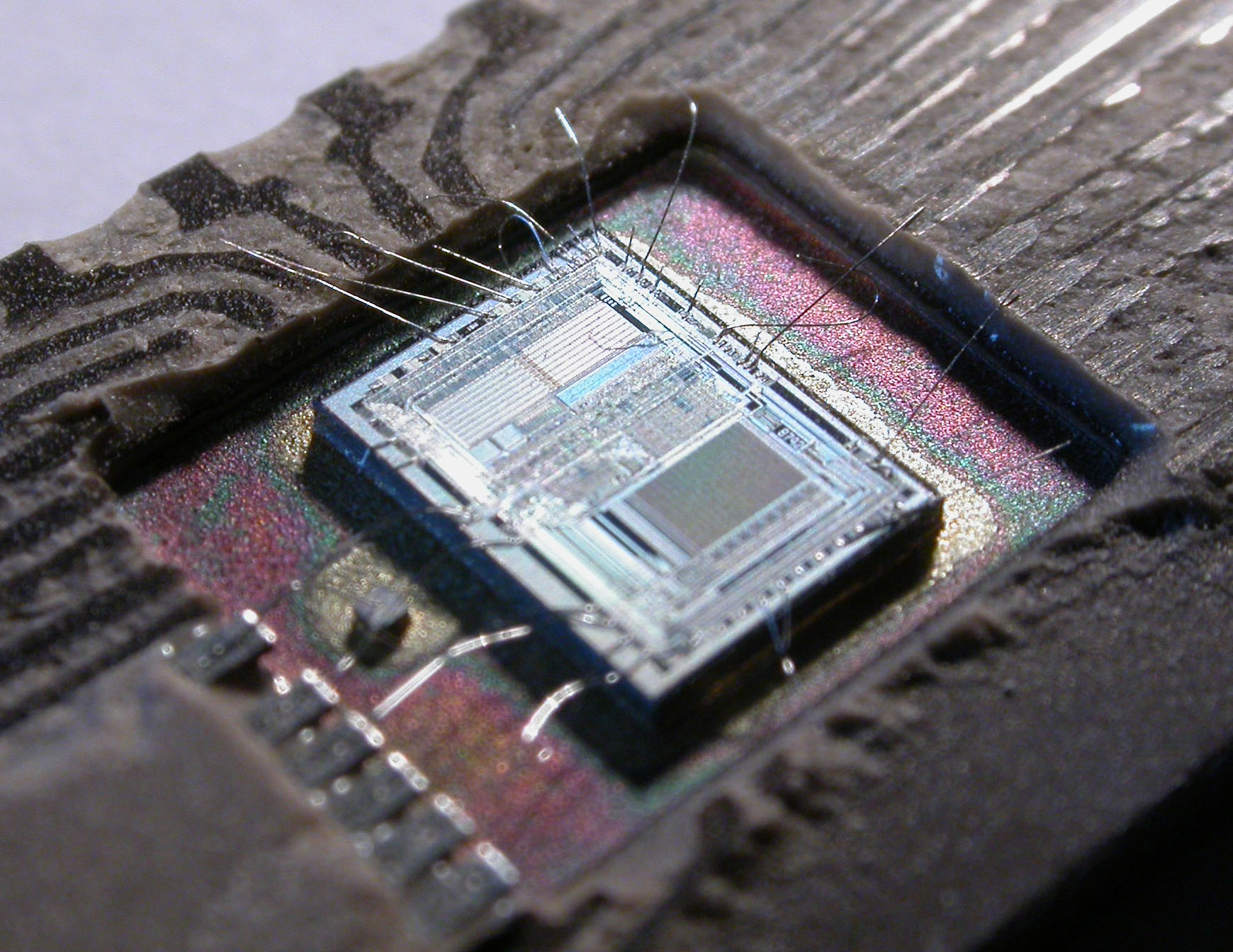
La matriu d'un Intel 8742, un microcontrolador de 8 bits que inclou una CPU, 128 bytes de RAM, 2048 bytes d'EPROM i "dades" d'E/S al xip actual.

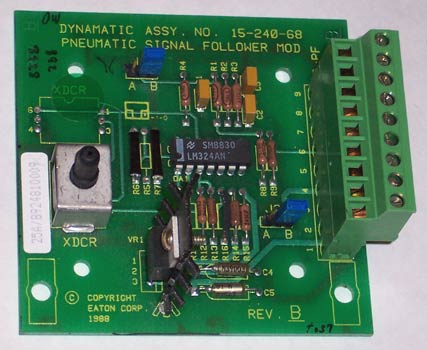
Un circuit construït sobre una placa de circuit imprès (PCB).

Un circuit electrònic està format per components electrònics individuals, com resistències, transistors, condensadors, inductors i díodes, connectats per cables conductors o traces a través dels quals pot circular el corrent elèctric. És un tipus de circuit elèctric. Perquè un circuit es digui electrònic, en lloc d' elèctric, generalment ha d'estar present almenys un component actiu. La combinació de components i cables permet realitzar diverses operacions simples i complexes: es poden amplificar els senyals, es poden realitzar càlculs i les dades es poden moure d'un lloc a un altre.
Els circuits es poden construir amb components discrets connectats per peces individuals de cable, però avui és molt més comú crear interconnexions mitjançant tècniques fotolitogràfiques sobre un substrat laminat (una placa de circuit imprès o PCB) i soldar els components a aquestes interconnexions per crear un acabat. circuit. En un circuit integrat o IC, els components i les interconnexions es formen sobre el mateix substrat, normalment un semiconductor com el silici dopat o (menys habitualment) l'arsenur de gal·li.
Normalment, un circuit electrònic es pot classificar com a circuit analògic, circuit digital o circuit de senyal mixt (una combinació de circuits analògics i circuits digitals). El dispositiu semiconductor més utilitzat en circuits electrònics és el MOSFET ( transistor d'efecte de camp d'òxid metàl·lic i semiconductor).

## Circuits analògics

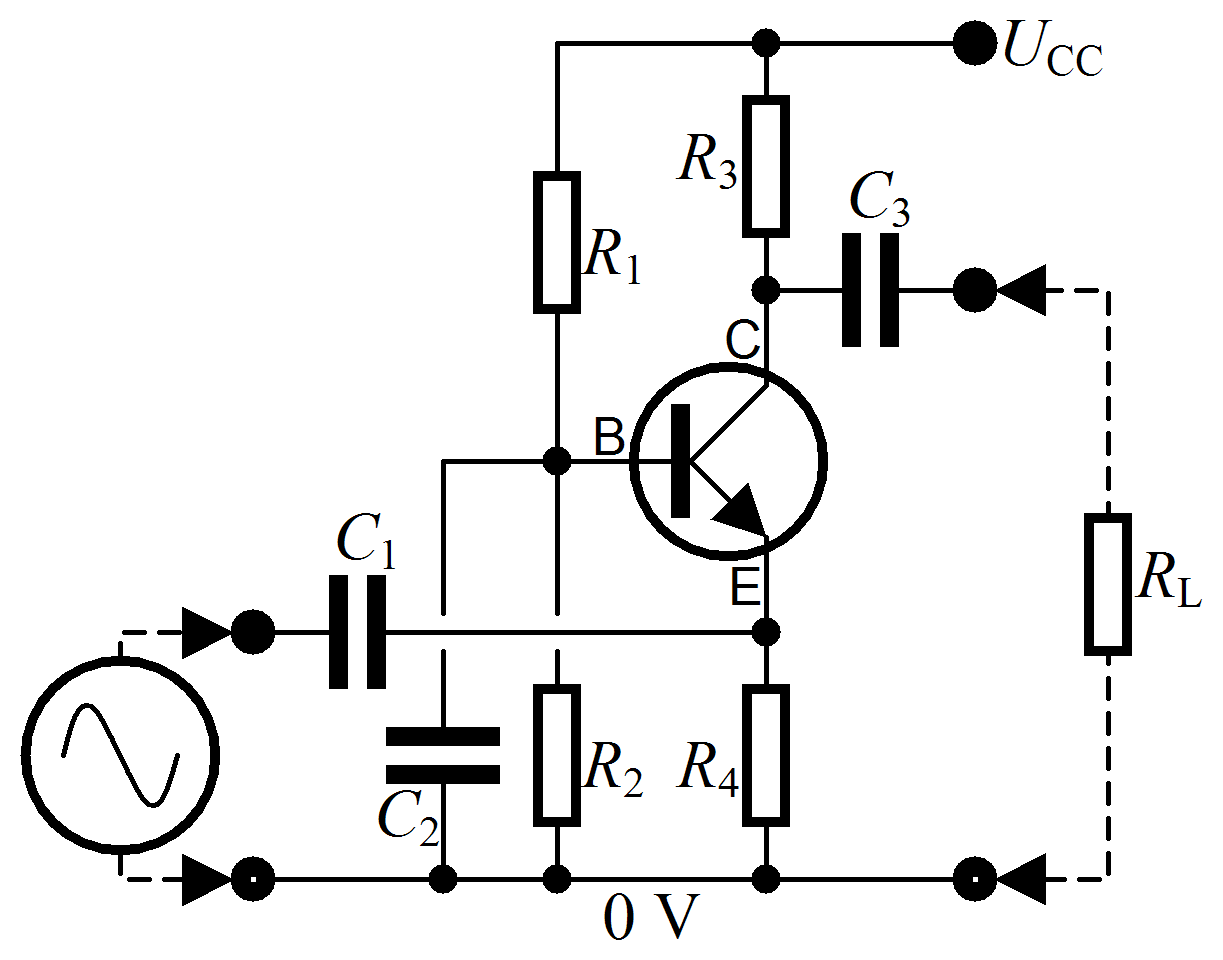
Un esquema de circuit que representa un circuit analògic, en aquest cas un simple amplificador

Els circuits electrònics analògics són aquells en què el corrent o la tensió poden variar contínuament amb el temps per correspondre a la informació que es representa.

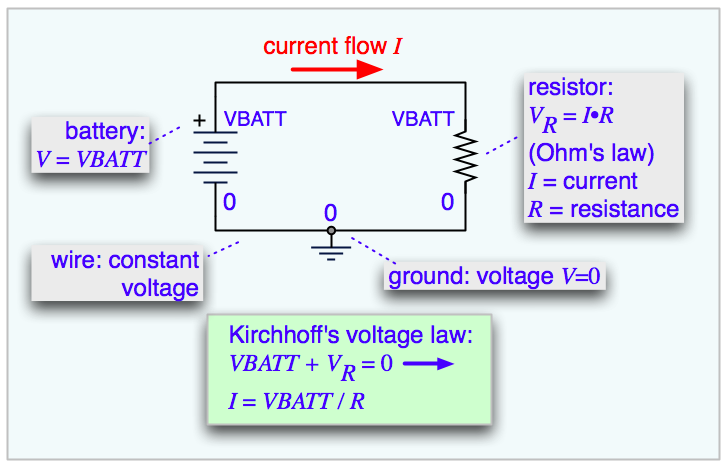
Un esquema senzill que mostra cables, una resistència i una bateria

Els components bàsics dels circuits analògics són cables, resistències, condensadors, inductors, díodes i transistors. Els circuits analògics es representen molt habitualment en diagrames esquemàtics, en els quals els cables es mostren com a línies, i cada component té un símbol únic. L'anàlisi de circuits analògics utilitza les lleis de Kirchhoff : tots els corrents en un node (un lloc on es troben els cables) i la tensió al voltant d'un bucle tancat de cables és 0. Els cables solen ser tractats com a interconnexions ideals de tensió zero; qualsevol resistència o reactància es captura afegint explícitament un element paràsit, com ara una resistència discreta o un inductor. Els components actius com els transistors sovint es tracten com a fonts de corrent o tensió controlades: per exemple, un transistor d'efecte de camp es pot modelar com una font de corrent des de la font fins al drenatge, amb el corrent controlat per la tensió de la porta-font.
Quan la mida del circuit és comparable a una longitud d'ona de la freqüència del senyal rellevant, s'ha d'utilitzar un enfocament més sofisticat, el model d'elements distribuïts. Els cables es tracten com a línies de transmissió, amb una impedància característica nominalment constant, i les impedàncies a l'inici i al final determinen les ones transmeses i reflectides a la línia. Els circuits dissenyats segons aquest enfocament són circuits d'elements distribuïts . Aquestes consideracions solen ser importants per a plaques de circuit a freqüències superiors a un GHz; els circuits integrats són més petits i es poden tractar com a elements agrupats per a freqüències inferiors a 10 GHz aproximadament.

## Circuits digitals
En els circuits electrònics digitals, els senyals elèctrics prenen valors discrets, per representar valors lògics i numèrics. Aquests valors representen la informació que s'està processant. En la gran majoria dels casos, s'utilitza la codificació binària: una tensió (normalment el valor més positiu ) representa un "1" binari i un altre voltatge (normalment un valor proper al potencial de terra, 0 V) representa un "0" binari. Els circuits digitals fan un ús extensiu de transistors, interconnectats per crear portes lògiques que proporcionen les funcions de la lògica booleana : AND, NAND, OR, NOR, XOR i les seves combinacions. Els transistors interconnectats per proporcionar retroalimentació positiva s'utilitzen com a tancaments i xancletes, circuits que tenen dos o més estats metaestables, i romanen en un d'aquests estats fins que no es modifiquen per una entrada externa. Per tant, els circuits digitals poden proporcionar lògica i memòria, cosa que els permet realitzar funcions computacionals arbitràries. (La memòria basada en flip-flops es coneix com a memòria estàtica d'accés aleatori (SRAM). També s'utilitza àmpliament la memòria basada en l'emmagatzematge de càrrega en un condensador, la memòria dinàmica d'accés aleatori (DRAM).
El procés de disseny dels circuits digitals és fonamentalment diferent del procés dels circuits analògics. Cada porta lògica regenera el senyal binari, de manera que el dissenyador no necessita tenir en compte la distorsió, el control de guany, les tensions de compensació i altres preocupacions que s'enfronten en un disseny analògic. Com a conseqüència, es poden fabricar circuits digitals extremadament complexos, amb milers de milions d'elements lògics integrats en un sol xip de silici, a baix cost. Aquests circuits integrats digitals són omnipresents en els dispositius electrònics moderns, com ara calculadores, telèfons mòbils i ordinadors. A mesura que els circuits digitals es tornen més complexos, els problemes de retard de temps, curses lògiques, dissipació de potència, commutació no ideal, càrrega en xip i entre xip i corrents de fuga es converteixen en limitacions a la densitat, la velocitat i el rendiment del circuit.
Els circuits digitals s'utilitzen per crear xips informàtics de propòsit general, com ara microprocessadors, i circuits lògics dissenyats a mida, coneguts com a circuit integrat específic d'aplicació (ASIC). Les matrius de portes programables en camp (FPGA), xips amb circuits lògics la configuració dels quals es pot modificar després de la fabricació, també s'utilitzen àmpliament en la creació de prototips i el desenvolupament.

## Circuits de senyal mixt
Els circuits de senyal mixt o híbrids contenen elements tant de circuits analògics com digitals. Alguns exemples inclouen comparadors, temporitzadors, bucles de bloqueig de fase, convertidors d'analògic a digital i convertidors de digital a analògic. La majoria dels circuits de ràdio i comunicacions moderns utilitzen circuits de senyal mixt. Per exemple, en un receptor, els circuits analògics s'utilitzen per amplificar i convertir senyals de freqüència de manera que arribin a un estat adequat per convertir-los en valors digitals, després del qual es pot realitzar un processament addicional del senyal en el domini digital.

## Disseny
El disseny de circuits electrònics comprèn l'anàlisi i la síntesi de circuits electrònics.

## Prototips

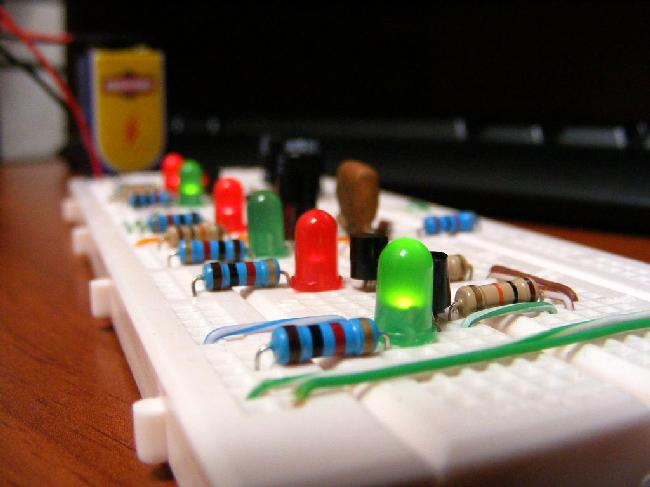
Un prototip de circuit electrònic senzill en una placa de prova

En electrònica, un prototip és un circuit real construït a partir d'un disseny teòric per tal de verificar que funciona i proporcionar una plataforma física per depurar-lo si no és així. Sovint, el prototip es construeix utilitzant tècniques com l'embolcall de filferro o l'ús d'un tauler, un tauler o un tauler perforat, i el resultat és un circuit elèctricament idèntic al disseny però no físicament idèntic al producte final.
Existeixen eines de codi obert com Fritzing per documentar prototips electrònics (especialment els basats en placa) i avançar cap a la producció física. Les plataformes de prototipatge com Arduino també simplifiquen la tasca de programar i interactuar amb un microcontrolador. El desenvolupador pot optar per desplegar la seva invenció tal com està utilitzant la plataforma de prototipatge o substituir-la només amb el xip del microcontrolador i els circuits rellevants per al seu producte.